# Marinekaserne Glückstadt
Koordinaten: 53° 48′ 10,9″ N, 9° 25′ 4,5″ O
Die Marinekaserne Glückstadt wurde 1935/36 gebaut und bis 2004 militärisch genutzt.

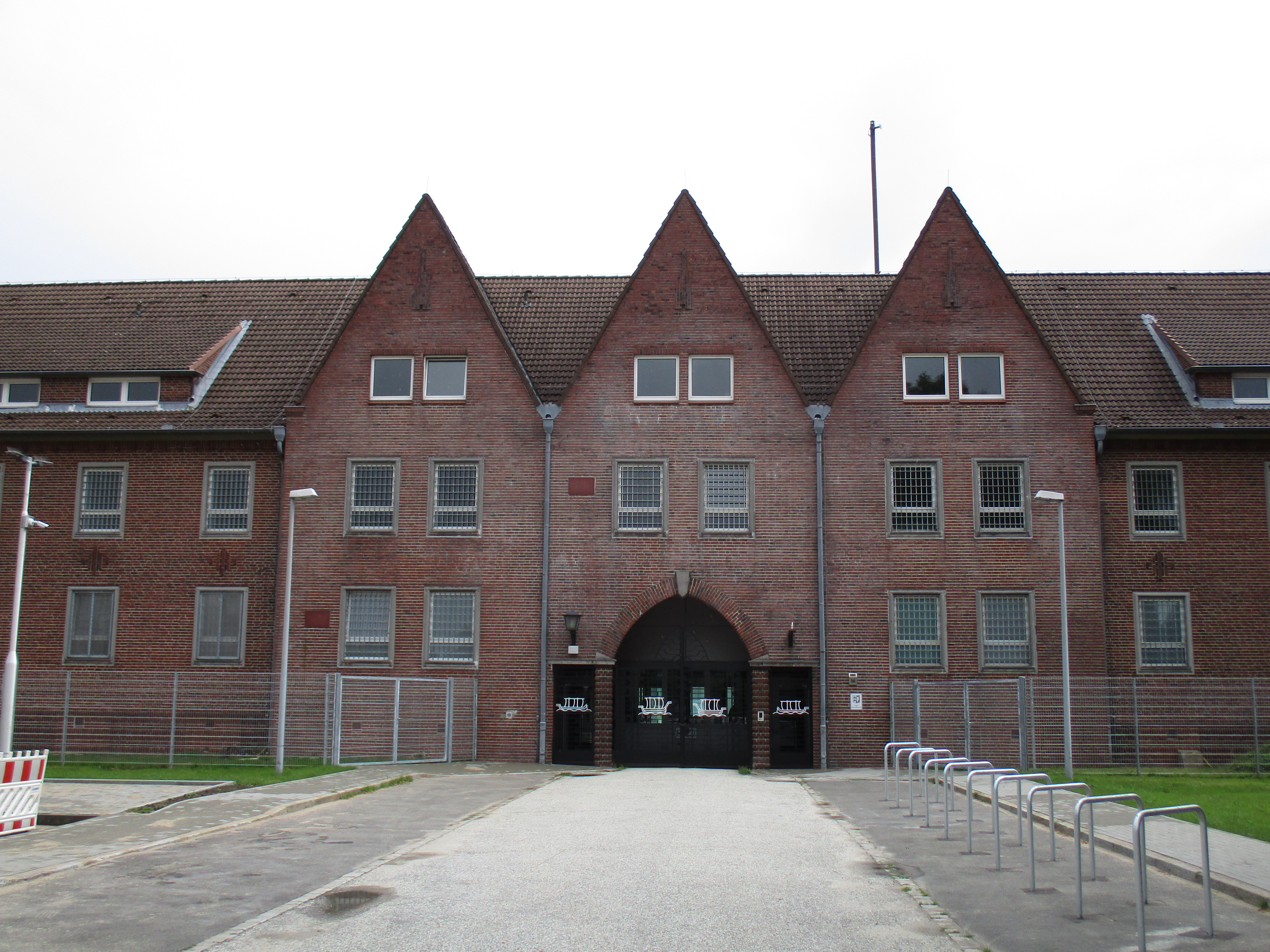
Eingang zur ehemaligen Marienkaserne

## Geschichte
Die Wiedereinführung der Wehrpflicht im März 1935 und die absehbare Vergrößerung der Wehrmacht ließen es ratsam scheinen, Glückstadt zur Garnison der Kriegsmarine zu machen. Im Dezember 1935 begann der Bau einer Kasernenanlage. Gearbeitet wurde Tag und Nacht in vier Schichten. Richtfest war schon am 2. April 1936. Zur Kaserne gehörten ein Schwimmbad, Sportplätze und ein Schießstand. Etwas außerhalb entstanden ein Offizierheim, ein Kommandeurhaus und Wohnungen für Offiziere und Unteroffiziere. Anfang Januar 1938 wurde in der Engelbrechtschen Wildnis mit dem Bau des Marinelazaretts Glückstadt begonnen. 

### Wehrmacht
Als erste Einheit zog die II. Schiffstammabteilung Nordsee (II. SSN) am 1. Juli 1936 in die Kaserne. Am 1. Januar 1938 wurde sie in 14. Schiffstammabteilung umbenannt. Kommandeur war Korvettenkapitän (Ing.) Schulze. Nach dem Polen- und dem Westfeldzug wurde sie in die besetzten Niederlande verlegt. Nach Glückstadt kam dafür von der Marineschule Wesermünde die II. Marineunteroffizierlehrabteilung (II. MLA). Ihr Kommandeur war Fregattenkapitän Fröhner.

### Nachkriegszeit
Am 5. Mai 1945 übergab Kapitän zur See Werner Hartmann die Kaserne der British Army.
Der Bundesgrenzschutz übernahm im Mai 1951 die Kaserne und errichtete hier seine Sportschule.

### Bundeswehr
Elf Jahre nach Kriegsende wurde Glückstadt eine Garnison der Bundeswehr. Am 17. September 1956 zogen die ersten Soldaten (Stammpersonal) der neu geschaffenen Bundeswehr in die erneuerte Kaserne ein. Der 3. Schiffstammabteilung (3. SStA) oblag von diesem Zeitpunkt an die Grundausbildung der Marinesoldaten aller Fachrichtungen. Sie umfasste einen Stab und eine Stabskompanie und vier Schiffstammkompanien. Kommandeur der 3. SStA war Fregattenkapitän Herbert Schultze, bekannt als „Papa Schulze“. Ebenfalls in der Kaserne untergebracht war der Stab des Marineausbildungsregiments unter Kapitän zur See Hartmann. Ab September 1957 begann die Marinelaufbahn aller Berufs- und Reserveoffiziere (Crew IX/57–IV/72) in „Happytown“. Am 1. Juli 1960 wurde die 3. Schiffstammabteilung in Marine-Ausbildungsbataillon 3 umbenannt. Die anderen drei Ausbildungsbataillone lagen in Eckernförde (1), Meierwik (2) und Brake (Unterweser) (4). Zur Ausbildung im Geländedienst diente ein großer Teil des heutigen Naturschutzgebiets Binnendünen Nordoe. Der Schießstand beim Hof Basten ist nicht mehr im Besitz der Bundeswehr. Die Soldaten leisteten bei der Sturmflut 1962, beim Capella-Orkan und bei der Zweiten Januarflut 1976 wesentliche Hilfe zum Schutz der Stadt. 

#### Erinnerung
Am 20. März 1964 wurden die Kasernenblöcke nach der Reichshauptstadt und ost- und mitteldeutschen Provinzen benannt: Berlin, Brandenburg, Mecklenburg, Ostpreußen, Pommern, Sachsen, Schlesien, Thüringen und Westpreußen. Die Anregung hatten der Kommandeur, Fregattenkapitän Brüller, und Kapitänleutnant Christiansen gegeben. Zur feierlichen Namensgebung kamen der Befehlshaber vom Wehrbereichskommando I, Konteradmiral Hans-Rudolf Rösing, und Arne Lungwitz vom Kuratorium Unteilbares Deutschland. Zum 25. Jahrestag der Namensgebung lud ein aus Elbing stammender Marineoffizier die in Glückstadt vertretenen Vertriebenenverbände zu einer Kasernenbesichtigung ein.

#### Wandlungen
Als die Wehrpflicht von 18 auf 15 Monate verkürzt wurde, wurden das Marineausbildungsregiment und die vier unterstellten Ausbildungsbataillone am 30. September 1973 aufgelöst. Am nächsten Tag verlegte die Marineküstendienstschule von Großenbrode nach Glückstadt. In der Lehrgruppe Grundausbildung (LGA) wurden 700 Soldaten in vier Inspektionen (=Kompanien) der Verwendungsreihen 73, 74 und 76 quartalsweise eingestellt.
Die Deutsche Wiedervereinigung brachte der Bundeswehr eine übergroße Verstärkung durch die Eingliederung der Nationalen Volksarmee. Als „Friedensdividende“ folgten ihr eine tiefgreifende Verkleinerung, fortlaufende Reformen und schließlich die Aussetzung der Wehrpflicht. In Glückstadt wurde schon 1991 die Küstendienstschule aufgelöst; stationiert wurden aber alle Truppenteile der Marineschutzkräfte. Sie wurden in den Marinesicherungsbataillonen 1 und 5 zusammengefasst. Als letzter Truppenteil verließ das Marinesicherungsbataillon 1 im März 2004 die Kaserne. Es folgte ein elfjähriger Leerstand, bis in der Flüchtlingskrise in Deutschland 2015/2016 das Bundesamt für Migration und Flüchtlinge dort ein Erstaufnahmelager einrichtete.
Seit dem 16. August 2021 befindet sich auf dem Gelände die Abschiebungshafteinrichtung Glückstadt, welche für die Länder Schleswig-Holstein, Hamburg und Mecklenburg-Vorpommern zuständig ist.